# کاردینال

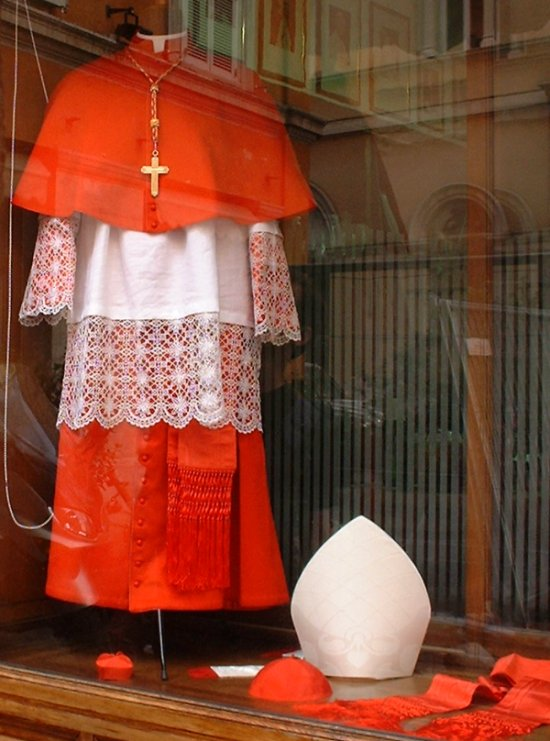
پوشش رسمی یک کاردینال

کاردینال یک مقام رسمی کلیسایی و بالاترین مقام کاتولیک‌ها پس از پاپ است.

## ویژگی‌های ظاهری کاردینال‌ها
کاردینال‌ها  ردایی سرخ رنگ به همراه کلاهی سرخ رنگ بر تن می‌کنند. کاردینال‌ها، وظیفه انتخاب پاپ را نیز بر عهده دارند.

## مقام‌های کلیسایی
مقام‌های کلیسایی به ترتیب اولویت قدرت عبارت اند از:
- پاپ
- کاردینال
- اسقف اعظم
- اسقف
- کشیش
- دیکون/ شماس